# Bugojno
Bugojno é uma cidade da Bósnia e Herzegovina. Está localizada no cantão da Bósnia Central e é cortada pelo rio Vrbas, com cerca de 50.000 habitantes.

## Demografia
| Composição étnica |         |        |        |        |         |        |            |       |        |       |        |  |  |
| Ano               | Sérvios | %      | Bónios | %      | Croatas | %      | Iugoslavos | %     | Outros | %     | Total  |  |  |
| 1961              | 5,212   | 21.61% | 7,194  | 29.83% | 9,682   | 40.15% | 1,871      | 7.76% | 155    | 0.64% | 24,114 |  |  |
| 1971              | 6,295   | 19.76% | 13,050 | 40.96% | 12.040  | 37.79% | 197        | 0.61% | 274    | 0.88% | 31,856 |  |  |
| 1981              | 7,458   | 18.65% | 16,214 | 40.56% | 14,187  | 35.49% | 1,731      | 4.33% | 379    | 0.97% | 39,969 |  |  |
| 1991              | 8,673   | 18.50% | 19,697 | 42.01% | 16,031  | 34.19% | 1,561      | 3.33% | 927    | 1.98% | 46,889 |  |  |
|                   |         |        |        |        |         |        |            |       |        |       |        |  |  |